# Ik heb ze lief
Ik heb ze lief is een artistiek kunstwerk annex muurschildering in Amsterdam-Centrum.
Bij de grote sanering van de Czaar Peterstraat begin 21e eeuw werd een aantal panden gesloopt. Voor gebouw met huisnummer 135 had dat tot gevolg dat haar blinde zijgevel kwam te staan aan de Tweede Leeghwaterstraat. Die blinde gevel werd in 2003 deels gevuld met een gedicht van Margerite Luitwieler, oud-leerling van de Rijksakademie van beeldende kunsten. Het gedicht Ik heb je lief gaat over achterommetjes en lege plekken voor en na de sanering, maar ook over de natuur die zich een weg baant tussen de stenen. 
Er zijn twee versies. De versie van voor 2009 bevatte een spelfout (omringt in plaats van omringd). Het gedicht werd door miscommunicatie tussen opdrachtgever en uitvoerder overgeschilderd met witte kalk in een poging de zijgevel een opknapbeurt te geven. Buurtbewoners spraken er schande van en Eigen Haard liet de kunstenaar een nieuwe versie maken in april 2009.  